# Sidi Ali Mellal
Sidi Ali Mellal è un comune dell'Algeria, situato nella provincia di Tiaret.